# Cal Noi
Cal Noi es una casa en el municipio de Anglés (provincia de Gerona, Cataluña, España) incluido en el Inventario del Patrimonio Arquitectónico de Cataluña. La planta superior presenta reformas parciales y recientes (siglo XX) en las aberturas, así como los interiores de una parte de la casa.

## Arquitectura
Casa de tres plantas y cubierta de dos aguas en fachada que hace esquina con la plaza de la Villa. El edificio tiene planta rectangular y una fachada con el revoque en muy mal estado. Responde a la tipología de casa medieval con elementos renacentistas. Se puede dividir en dos partes, la fachada de la calle Mayor y la de la travesía de la calle de Avall.
La planta baja tiene, en la fachada principal, dos portales. Uno es de forma rectangular y el otro con forma de medio punto. La apertura rectangular tiene un gran dintel monolítico con decoración floral y triangular en la parte inferior central. Y la puerta de arco de medio punto está formada por grandes dovelas que tocan con la ventana del primer piso. En la fachada lateral hay una puerta rectangular, enmarcada de piedra, pero más pequeña, que presenta un dintel altura de forma de arco de medio punto peraltado. Actualmente, esta es la entrada de una escuela de música.
El primer piso tiene cuatro aberturas rectangulares, todas enmarcadas de piedra, con montantes de grandes bloques y dinteles y antepechos muy trabajados. Dos de las ventanas son de estilo gótico, de piedra arenisca, y dos son de estilo renacentista, de piedra de Gerona. Las góticas presentan dinteles de arco conopial lobulados, formados por dos bloques unidos, una con cabezas humanas decorativas al final del guardapolvo y el otro sin esta figuración. También tienen las impostas decoradas con motivos florales y heráldicos. Las renacentistas son geminadas y situadas en la esquina. Tienen dinteles monolíticos, guardapolvos, molduras y conchas decorativas a las cuatro impostas.
El segundo piso tiene cuatro aberturas, dos de las cuales están en la fachada de la calle Mayor. Una de estas es enmarcada de piedra y con dintel de arco conopial lobulada con fines antropomórficos como la ventana central del primer piso. La otra ventana y las de la parte lateral son más sencillas y sin encuadre de piedra, a excepción de una pequeña ventana de canecillos.